# Denderleeuw (stacja kolejowa)
Denderleeuw (niderl. Station Denderleeuw) – stacja kolejowa w Denderleeuw, w prowincji Flandria Wschodnia, w Belgii. Znajduje się na linii 50 Bruksela - Gandawa i jest ważnym węzłem kolejowym. 

## Linie kolejowe
- Linia 50 Bruksela - Gandawa
- Linia 89 Denderleeuw - Kortrijk
- Linia 90 Denderleeuw - Saint-Ghislain